# Mu'er, Chongqing
Mu'er (kinesiska: 木耳) är en köping i sydvästra Kina. Den ligger i stadsdistriktet Yubei i storstadsområdet Chongqing, omkring 28 kilometer norr om det centrala stadsdistriktet Yuzhong. Antalet invånare är 23 157. Befolkningen består av 11 266 kvinnor och 11 891 män. Barn under 15 år utgör 14,0 %, vuxna 15-64 år 68 %, och äldre över 65 år 17,0 %.